# Ангел Петров (металург)
Ангел Ангелов Петров е български металург и политик от БКП.

## Биография
Роден е на 17 август 1929 г. в Русе. Завършва гимназия в Русе. От 1948 до 1949 г. работи в книжарница. След отбиването на военната си служба изкарва курсове за стругар и постъпва в Машиностроителния завод „Георги Димитров“. През 1956 г. заминава заедно с първата група доменници на специализация от Държавния металургичен завод „Ленин“ в СССР. Той е майстор на първа доменна пещ в Перник, където се произвежда чугун. След това отива в Кремиковци. Там работи като майстор на втора и трета доменна пещ. С указ № 1940 от 25 ноември 1970 г. е обявен за герой на социалистическия труд. След като се пенсионира продължава да работи като инструктор в отдел „Подготовка на кадри“ в СМК „Л. Брежнев“. От 2 април 1976 до 4 април 1981 г. е кандидат-член на ЦК на БКП. От 4 април 1981 е член на Централната контролно-ревизионна комисия на БКП. От 1978 г. е член на бюрото на Софийския градски комитет. Носител на „Орден на труда“ – сребърен (1963), орден „Георги Димитров“ и орден „Народна република България“ – II ст.